# Landgericht Rudolstadt
Das Landgericht Rudolstadt war 1879 bis 1952 ein deutsches Landgericht mit Sitz in Rudolstadt in Thüringen.
Aufgrund des Gerichtsverfahrensgesetzes vom 27. Januar 1877 mussten auch im heutigen Thüringen Amts- und Landgerichte gebildet waren. Da das Gebiet zu mehreren Staaten gehörte, schlossen Preußen, Sachsen-Meiningen und Schwarzburg-Rudolstadt am 17. Oktober 1878 Staatsverträge zur Bildung eines gemeinsamen Landgerichtes in Rudolstadt. Es war für das Fürstentum Schwarzburg-Rudolstadt, den Meinigischen Kreis Saalfeld und den Preußischen Kreis Ziegenrück zuständig. Gleichzeitig wurden das bis dahin bestehende Kreisgericht Rudolstadt mit Schwarzburg-Rudolstädtischem Gesetz vom 1. März 1879 aufgehoben und seine Geschäfte dem neu errichteten Landgericht übertragen.
Darunter waren 14 Amtsgerichte angesiedelt, von denen sieben zu Schwarzburg-Rudolstadt gehörten.
- Amtsgericht Camburg (Sachsen-Meiningen)
- Amtsgericht Frankenhausen (Schwarzburg-Rudolstadt)
- Amtsgericht Gräfenthal (Sachsen-Meiningen)
- Amtsgericht Königsee (Schwarzburg-Rudolstadt)
- Amtsgericht Kranichfeld (Sachsen-Meiningen)
- Amtsgericht Leutenberg (Schwarzburg-Rudolstadt)
- Amtsgericht Oberweißbach (Schwarzburg-Rudolstadt)
- Amtsgericht Pößneck (Sachsen-Meiningen)
- Amtsgericht Ranis (Preußen)
- Amtsgericht Rudolstadt (Schwarzburg-Rudolstadt)
- Amtsgericht Saalfeld/Saale (Sachsen-Meiningen)
- Amtsgericht Schlotheim (Schwarzburg-Rudolstadt)
- Amtsgericht Stadtilm (Schwarzburg-Rudolstadt)
- Amtsgericht Ziegenrück (Preußen)

In der Folge wurden mit Verordnung vom 4. April 1896 das Amtsgericht Kranichfeld aufgehoben und dessen Bezirk dem Amtsgericht Saalfeld zugewiesen.
Der Staatsvertrag von 1878 war auf 25 Jahre befristet und wurde 1903 verlängert. Dafür errichtete das Fürstentum Schwarzburg-Rudolstadt in Rudolstadt einen repräsentativen Gerichtsneubau, der 1905 eingeweiht wurde.
Mit der Bildung des Landes Thüringen wurde die Gerichtsorganisation 1923 angepasst. Das Landgericht Rudolstadt blieb bestehen; ihm wurden nun folgende Gerichte nachgeordnet:
- Amtsgericht Gräfenthal
- Amtsgericht Kahla
- Amtsgericht Königsee
- Amtsgericht Lobenstein
- Amtsgericht Oberweißbach
- Amtsgericht Pößneck
- Amtsgericht Rudolstadt
- Amtsgericht Saalfeld
- Amtsgericht Stadtilm

Im Jahre 1949 wurde der Gerichtssprengel erneut neu gefasst. Nun war das Gericht für folgende Amtsgerichte zuständig:
- Amtsgericht Königsee
- Amtsgericht Lobenstein
- Amtsgericht Pößneck
- Amtsgericht Rudolstadt
- Amtsgericht Saalfeld
- Amtsgericht Schleiz
- Amtsgericht Sonneberg
- Amtsgericht Steinach

Im Jahre 1952 wurden in der DDR die Landgerichte abgeschafft und Kreis- und Bezirksgerichte gebildet. Nach der Wende wurde das Landgericht Rudolstadt nicht wiedererrichtet. Die Akten des Gerichtes befinden sich im Thüringischen Staatsarchiv Rudolstadt.